# Câu lạc bộ nhà báo tự do

## Tiểu sử
Câu lạc bộ Nhà báo tự do, được thành lập vào năm 2001 do Lê Xuân Lập (công tác tại Báo Thanh tra Chính phủ, đại diện ở Thành phố Hồ Chí Minh) sáng lập, sau nhiều năm xin Hội nhà báo Việt Nam và Thủ tướng Chính phủ nhưng không được cho phép thành lập.
Ngày 19.9.2007,“Câu lạc bộ Nhà báo tự do” được thành lập bởi Lê Xuân Lập và nhiều thành viên khác (trong đó có Nguyễn Văn Hải, tức blogger Điếu Cày) tại một quán cà phê ở TP.Biên Hòa (Đồng Nai) với mục đích tạo điều kiện cho mọi người dân cất lên tiếng nói. Sau đó, Nguyễn Văn Hải (Điếu Cày) tự động thay mật khẩu mới để nắm giữ, quản lý blog, đăng bài viết với tiêu chí không phù hợp nên ông Lập không tham gia nữa. Lúc này, Nguyễn Văn Hải tập hợp thêm Phan Thanh Hải (blogger Anhbasaigon) và Tạ Phong Tần (blogger Sự thật và công lý) cùng tham gia.
Tạ Phong Tần, Nguyễn Văn Hải và Phan Thanh Hải đăng tải trên trang của Câu lạc bộ Nhà báo tự do và blog cá nhân những bài viết nói về vấn đề "dân chủ", "nhân quyền", nói rằng Việt Nam đàn áp người bất đồng chính kiến. Từ tháng 9/2007 đến tháng 10/2010, đã có 421 bài đăng trên blog của chúng, trong đó có 94 bài do các thành viên trong câu lạc bộ tự viết, phần còn lại lấy từ các trang blog, trang web của các tổ chức phản động. Phần lớn số bài đăng đều có nội dung xuyên tạc chống phá nhà nước.Kết quả, cả 03 thành viên "nòng cốt" bị bắt và truy tố về tội Tuyên truyền chống Nhà nước Cộng hòa xã hội chủ nghĩa Việt Nam theo Điều 88-Bộ luật hình sự.
Câu lạc bộ Nhà báo tự do được coi là liên hệ mật thiết với tổ chức khủng bố Việt Tân, kể từ khi Hải Điếu Cày và Phan Thanh Hải tham gia khoá huấn luyện cách thức lật đổ chính quyền VN tại Thái Lan do Việt Tân tổ chức. Bởi vậy mà ngay trong cáo trạng phiên tòa xử các thành viên của CLB này đã chỉ ra mối liên hệ và chịu chi phối từ Việt Tân của số cầm đầu. Khi được phóng thích đến Mỹ, Hải Điếu Cày đã nhanh chóng liên hệ lại với tổ chức khủng bố Việt tân, mọi lịch trình hoạt động đều do Việt Tân sắp xếp, bố trí.
Sau khi 03 người bị bắt thì Câu lạc bộ Nhà báo tự do tạm ngưng hoạt động. Sau khi Nguyễn Văn Hải (Điếu Cày) đã được chính quyền Việt Namcho ra tù trước tới hạn và được xuất cảnh sang sinh sống ở Mỹ. Sau gần 01 năm sang định cư ở Mỹ, ngày 08/2/2015 tại Orange County Nguyễn Văn Hải đã tuyên bố sẽ phục hoạt hoạt động của Câu lạc bộ Nhà báo tự do với phương thức hoạt động chính là từ trên mạng Internet. Tại buổi tuyên bố phục dựng Câu lạc bộ nhà báo tự do, 11/18 người có mặt là thành viên Việt Tân công khai, tại đây, Hải Điếu Cày phân công Trinity Hồng Thuận – phát ngôn viên của Việt Tân điều hành trang web CLB Nhà báo tự do, xem như giao toàn quyền định đoạt CLB này cho Việt tân. FB trên ấm ức cho rằng, Điếu Cày đã đi ngược lại với nguyên tắc truyền thông độc lập, khi CLB này thuộc về Việt tân thì nó còn “độc lập” hay giống như vô vàn kênh truyền thông mạng khác của Việt Tân, là tiếng nói của Việt Tân.
Tạ Phong Tần sau khi định cư ở Mỹ không được Nguyễn Văn Hải coi trọng và nhận thấy tương lai mịt mù của Câu lạc bộ Nhà báo tự do nên 11 giờ 30 phút giờ California, ngày 28/11/2015, Tạ Phong Tần đã tuyên bố rút tên khỏi câu lạc bộ nhà báo tự do và với lý do đưa ta cảm thấy mình không phù hợp với cách làm việc của câu lạc bộ nhà báo tự do hiện nay.
Hiện nay, Câu lạc bộ Nhà báo tự do vẫn tiếp tục đăng tải những bài viết về tình hình Việt Nam qua lăng kính của tổ chức khủng bố Việt Tân.